# Giác thư Budapest
Giác thư Budapest hay bản ghi nhớ Budapest là giác thư được ký vào ngày 5 tháng 12 năm 1994 tại Budapest trong khuôn khổ hội nghị của tổ chức OSCE.
Kết quả là từ năm 1994 đến 1996, Belarus, Kazakhstan và Ukraina đã từ bỏ vũ khí hạt nhân của họ. Cho đến thời điểm đó, Ukraine có kho kho vũ khí hạt nhân lớn thứ ba, trong đó Ukraina có quyền kiểm soát thực tế, nhưng không hoạt động. Một mình Nga kiểm soát các mã cần thiết để vận hành vũ khí hạt nhân thông qua các liên kết hành động cho phép điện tử do Nga kiểm soát và hệ thống chỉ huy và kiểm soát của Nga.

## Nội dung và bối cảnh
Trong giác thư này 3 nước, Hoa Kỳ, Anh Quốc và Nga bảo đảm trong 3 tuyên ngôn riêng biệt đối với Kazakhstan, Belarus và Ukraina, coi như là để đối đáp với việc từ bỏ vũ khí nguyên tử, là sẽ tôn trọng ranh giới hiện thời của các nước này (điều 1) cũng như sự độc lập về chính trị và kinh tế (Điều 2 f.) và trong trường hợp các nước này bị tấn công bằng vũ khí nguyên tử thì sẽ thúc đẩy Hội đồng Bảo an Liên Hợp Quốc đưa ra những biện pháp trực tiếp đáp ứng. (Điều 4).
3 nước này sau khi Liên Xô giải thể đã sở hữu vũ khí nguyên tử. Giác thư Budapest là điều kiện được đòi hỏi trước khi họ đồng ý ký từ bỏ vũ khí nguyên tử. Tới năm 1996 tất cả các vũ khí nguyên tử của Liên Xô trước đây được mang về Nga, nước tiếp nối Liên Xô được quyền sở hữu vũ khí nguyên tử. 